# Малое Уварово
Малое Уварово — деревня в Коломенском районе Московской области России, входит в Биорковское сельское поселение. Население — 47 чел. (2010).
Расположена в 110 км от МКАД по Новорязанскому шоссе. Находится на высоте 178 м над уровнем моря.

## Население
| 2002 | 2006 | 2010 |
| ---- | ---- | ---- |
| 67   | ↘46  | ↗47  |

## Предприятия
- Парк-отель Олимп[5]

## Достопримечательности
В память о формировании здесь Краснознамённой Могилёвской артиллерийской бригады в мае 1944 года, к 66-й годовщине Победы в Великой Отечественной войне в деревне был открыт памятный мемориал «Артиллерийское орудие — пушка ЗИС-3».

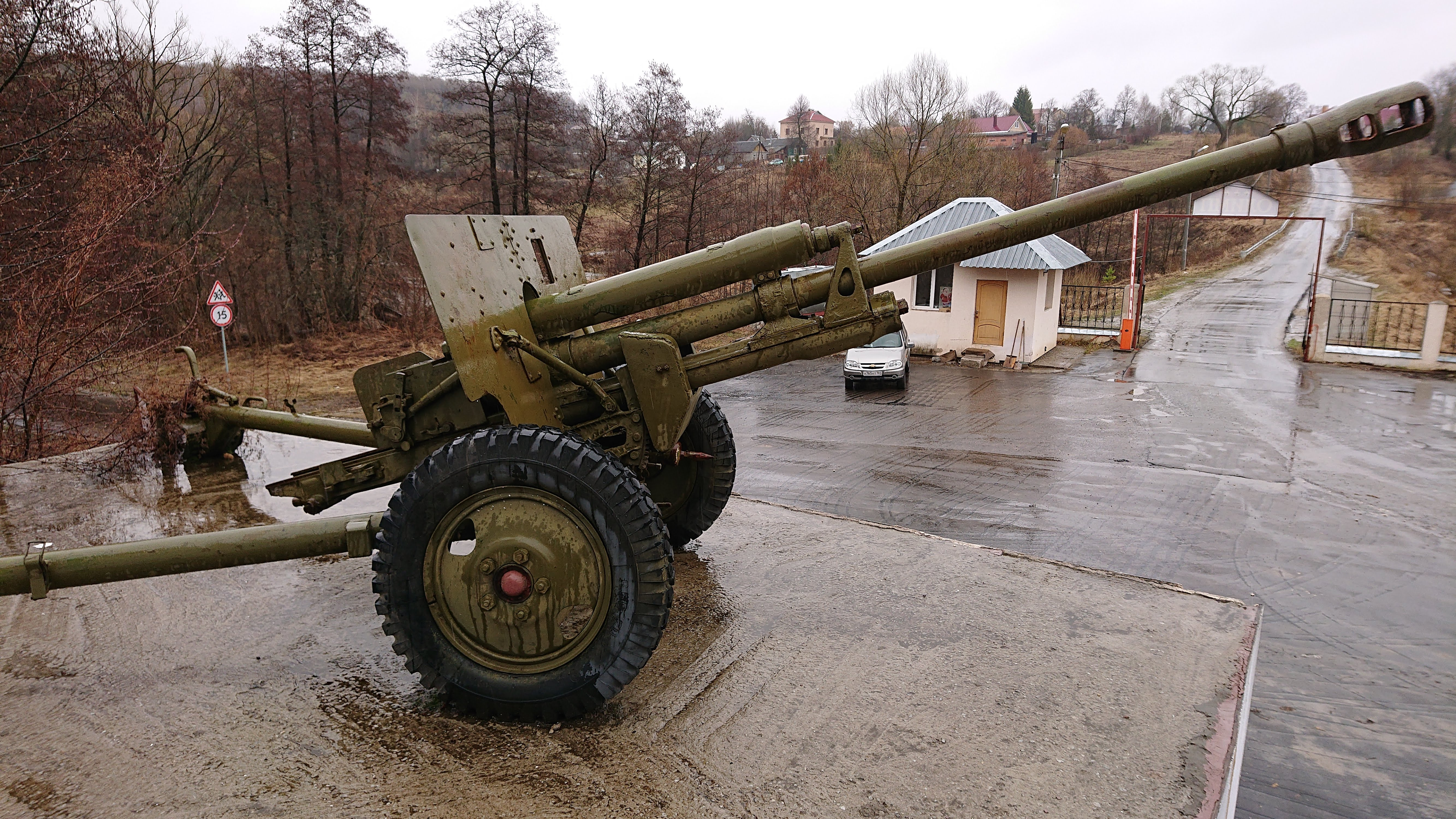
Мемориал, посвящённый Могилёвской артиллерийской бригаде